# Оппонг, Коджо
Коджо Пепра Оппонг (англ. Kojo Peprah Oppong; род. 4 июня 2004, Аккра) — ганский футболист, защитник клуба «Ницца».

## Клубная карьера
В Гане выступал «Аккра Сити Старз», в составе которого провёл 20 матчей в первой ганской лиге. Затем тренировался в академии «Аттрам де Виссер», откуда в декабре 2022 года перешёл в шведский «Норрчёпинг», с которым подписал контракт, рассчитанный на четыре года. Впервые в составе нового клуба сыграл 26 февраля 2023 года в матче группового этапа кубка страны с «Утсиктеном», появившись на поле в стартовом составе. 24 апреля дебютировал в чемпионате Швеции в во встрече четвёртого тура с «Мальмё», заменив на 84-й минуте Виктора Линна.

## Клубная статистика
| Выступление      | Выступление      | Выступление      | Лига | Лига | Кубки | Кубки | Конт. кубки | Конт. кубки | Итого | Итого |
| Клуб             | Лига             | Сезон            | Игры | Голы | Игры  | Голы  | Игры        | Голы        | Игры  | Голы  |
| ---------------- | ---------------- | ---------------- | ---- | ---- | ----- | ----- | ----------- | ----------- | ----- | ----- |
| Норрчёпинг       | Алльсвенскан     | 2023             | 1    | 0    | 2     | 0     | 0           | 0           | 3     | 0     |
| Норрчёпинг       | Итого            | Итого            | 1    | 0    | 2     | 0     | 0           | 0           | 3     | 0     |
| Всего за карьеру | Всего за карьеру | Всего за карьеру | 1    | 0    | 2     | 0     | 0           | 0           | 3     | 0     |